# جوهو هايسكانن

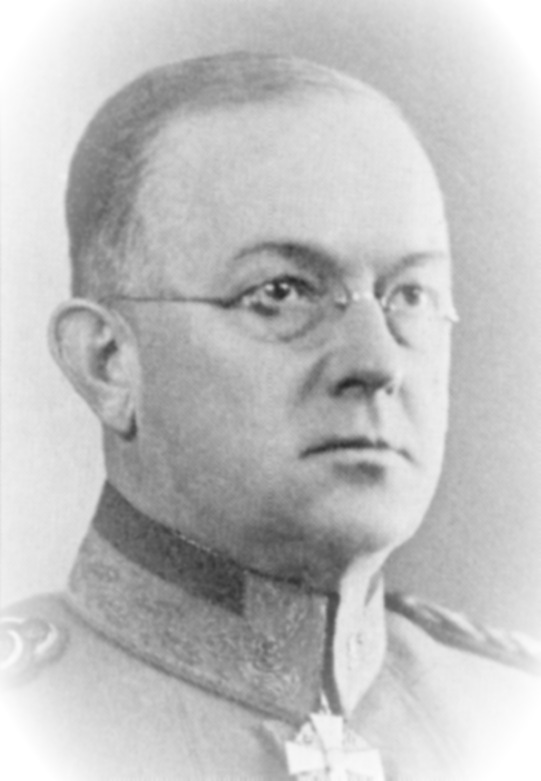
جوهو هنريك هايسكانن

جوهو هنريك هايسكانن (18 ديسمبر 1889 بيليسينسو - 11 ديسمبر 1950) كان لواء فنلنديًا أثناء الحرب العالمية الثانية . 